# Werewolf: The Last Warrior
Werewolf: The Last Warrior (超人狼戦記 Warwolf ウォーウルフ Chou Jinrou Senki Warwolf Wāurufu?) är ett NES-spel, ursprungligen utgivet i Nordamerika 1990. Huvudpersonen är varulven "Warwolf".

## Handling
Spelet utspelar sig på "Red Earth", Jordens/människans andra koloniplanet. Faryan var ute på äventyr i en grotta, och släppte lös en uråldrig ondska som gjorde honom ond. Dr. Faryan skapade snart en grupp onda mutanter som fängslade nästan alla människor på Jorden. Mänsklighetens enda hopp är mannen "Ken", som kan förvandla sig till varulven "Warwolf".

### Fotnoter
1. 1 2 3  ”Werewolf: The Last Warrior”. NES DB. 9 mars 1991. Arkiverad från originalet den 21 augusti 2010. https://web.archive.org/web/20100821160226/http://www.nesdb.se/game_more.php?id=1563. Läst 27 april 2014.